# Chalandray
Chalandray település Franciaországban, Vienne megyében. Lakosainak száma 794 fő (2022. január 1.). Chalandray La Ferrière-en-Parthenay, Vasles, Ayron és Cherves községekkel határos.

## Népesség
A település népességének változása:
| Lakosok száma | 795  | 827  | 845  | 841  | 843  | 843  | 844  | 803  | 794  |
|               | 2013 | 2015 | 2016 | 2017 | 2018 | 2019 | 2020 | 2021 | 2022 |